# Fatisi
Fatisi é um suco situado no posto administrativo de Laulara, no município de Aileu, em Timor-Leste. A área administrativa cobre uma área de 11,82 quilómetros quadrados e no momento do censo de 2015, tinha uma população de 1 357 pessoas.

## Aldeias
- Banro
- Bocolelo
- Donfonamo
- Maubouc
- Umanlau[2]